# 후골수구

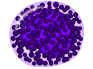
호염기성

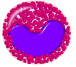
호산성

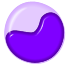
호중성

후골수구(metamyelocyte)는 과립구형성을 겪고 있는 세포이며 골수구에서 파생되어 띠세포로 이어진다.
구부러진 핵을 가지며 세포질에 과립이 있고, 눈에 보이는 핵소체가 없는 것이 특징적이다. 핵이 아직 구부러진 모양이 아니라면 골수구일 가능성이 높다.

## 추가 이미지

조혈 과정